# Tatiana Kauczor
Tatiana Kauczor – polska piosenkarka.

## Kariera muzyczna i zawodowa
W 1985 z zespołem Klin dostała się do koncertu Debiuty podczas XXII Festiwalu Piosenki Polskiej Opole w 1985. W 1986 na Festiwalu Piosenki Radzieckiej w Zielonej Górze zdobyła jedną z głównych nagród – Srebrny samowar. W 1987 wystąpiła w koncercie Debiuty na XXIV Krajowym Festiwalu Polskiej Piosenki w Opolu uzyskując wyróżnienie co dało jej przepustkę do koncertu finałowego Mikrofon i ekran. W 1988 wystąpiła w Plebiscycie Piosenki Opole 88 z piosenką Nieporadni autorstwa Henryka Albera i Justyny Holm. Utwór uzyskał angaż do finału plebiscytu w koncercie Od Opola do Opola na XXV Krajowym Festiwalu Piosenki Polskiej w Opolu. W 1989 wystąpiła w Plebiscycie Piosenki Premie i premiery z piosenką autorstwa tych samych autorów co Nieporadni – Nie dla wszystkich. W 2001 udzieliła się w chórkach na płycie Coś z Odysa Eleni.
Związana zawodowo z Centrum Sztuki Dziecka w Poznaniu. Zajmowała się także produkcją festiwalową.

## Życie prywatne
Ukończyła I Liceum Ogólnokształcące w Tomaszowie Mazowieckim oraz PWSFTviT w Łodzi.

## Dyskografia
Składanki:
- Festiwal Piosenki Radzieckiej Zielona Góra '86, w piosence: Piosenka o śmiesznym ludziku[10]
- Eleni – Coś z Odysa – chórki na płycie[11]

## Nagrody i wyróżnienia
- FPR Zielona Góra '86 – Srebrny samowar[8]
- XXIV KFPP Opole '87 – wyróżnienie w koncercie Debiuty[8]
- Plebiscyt Piosenki Opole 88 – wygrana odcinka[12]